# Babaylan

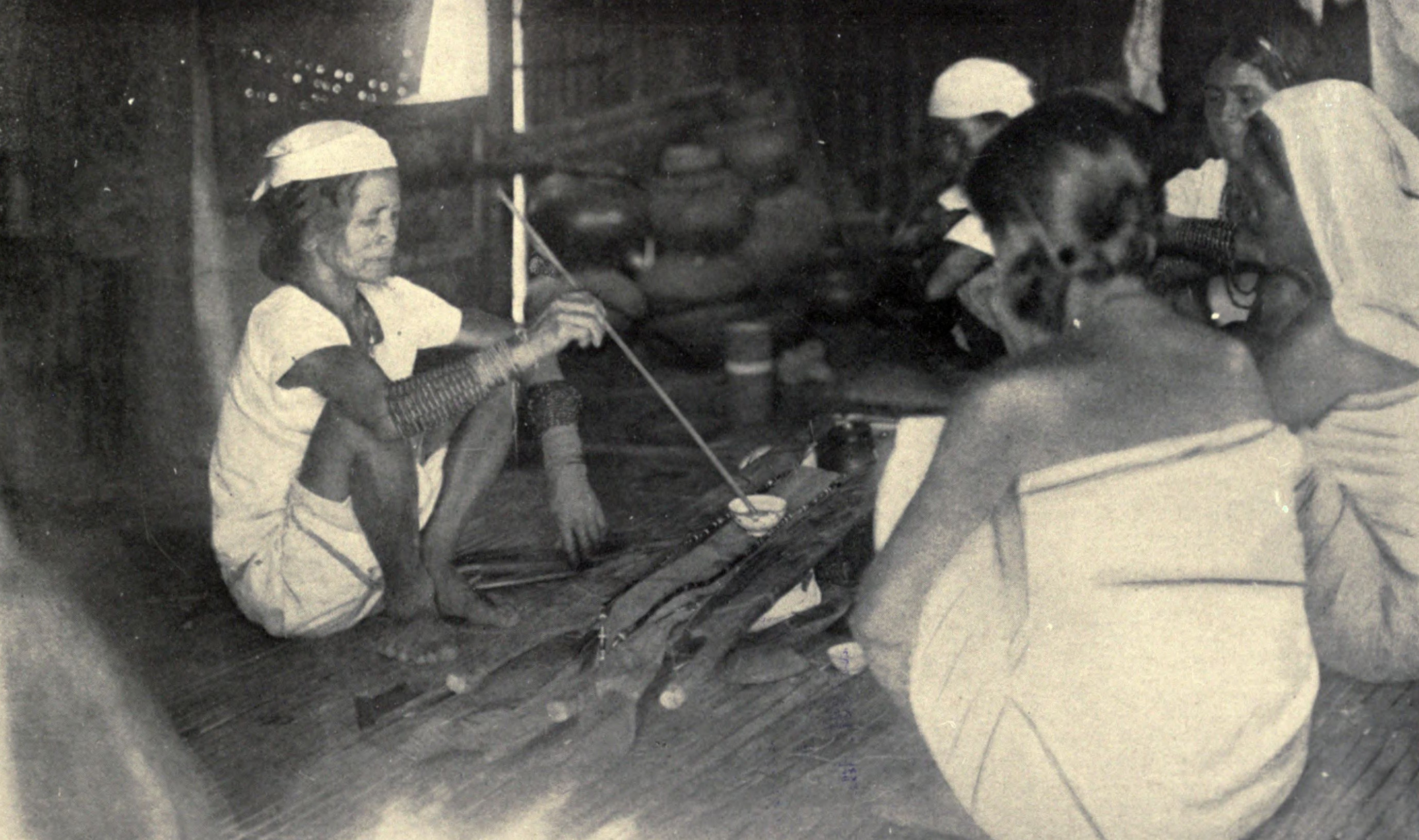
Babaylan

De babaylan is de benaming die in de Visayas, het centrale deel van de Filipijnen, met name in in het verleden gebruikt werd voor een persoon die werd gezien als religieus leider, orakel en genezer van een lokale gemeenschap. De babaylan was in staat contact te leggen met de spirituele wereld en had de gaven om te genezen en te voorspellen. Hoewel een babaylan zowel een man als een vrouw kon zijn, waren de meeste babaylanes uit de prekoloniale tijd in de Filipijnen van het vrouwelijke geslacht. 